# Constituição venezuelana de 1999
A Constituição da República Bolivariana da Venezuela é a vigésima-sexta e atual lei suprema da Venezuela. Foi promulgada em 15 de dezembro de 1999 pela Assembleia Constituinte, eleita na eleição constituinte de 25 de julho do mesmo ano, em substituição à Constituição de 1961.  
A Constituição venezuelana de 1999 foi proposta pelo presidente Hugo Chávez e aceita pela maioria da população, com críticas de políticos oposicionistas conservadores. Esta constituição é aclamada como Constituição Bolivariana em razão do bolivarianismo, ideologia política defendida pelo chavismo até os dias atuais. 

## Aspectos principais
Após a promulgação desta constituição, a Venezuela passou a se chamar oficialmente República Bolivariana da Venezuela, tendo início ao período da V República Venezuelana. O país passou por intensas mudanças de ordem política e social, dentre elas o fim do bicameralismo e os programas de inclusão social dos grupos indígenas. A Constituição de 1999 é considerada a mais longa e complexo de todas. 

## Emenda constitucional nº 1
Em 2009, após um referendo constitucional, foi aprovada uma Emenda que garante ao Presidente (no caso, Hugo Chávez) e aos demais cargos públicos, o direito de "reeleição ilimitada".